# 粉绿竹
粉绿竹（学名：Phyllostachys viridiglaucescens）为禾本科刚竹属下的一个种。

## 扩展阅读
- 維基物種上的相關：粉绿竹